# Julio César Benítez
Julio César Benítez Amodeo (Montevideo, 1940. október 1. – Barcelona, 1968. április 6.) uruguayi labdarúgó, hátvéd.

## Pályafutása
1955 és 1959 között a montevideói Racing, 1959–60-ban a spanyol Real Valladolid, majd 1960–61-ben a Real Zaragoza labdarúgója volt. 1961 és 1968 között a Barcelona játékosa volt. A Barcelonával két spanyolkupagyőzelmet ért el. Tagja volt az 1961–62-es idényben VVK-döntős és az 1965–66-os idényben VVK-győztes csapatnak.
1968. április 6-án halt meg Barcelonában. Halálának oka ételmérgezés volt. Romlott tenger gyümölcseit evett, ami gyomor-bél huruthoz és végül a halálához vezetett.
 Az 1968-as spanyol kupát már halála után nyerte el csapata.

## Sikerei, díjai
FC Barcelona
- Spanyol kupa (Copa del Generalísimo)
  - győztes (2): 1963, 1968
- Vásárvárosok kupája (VVK)
  - győztes: 1965–66
  - döntős: 1961–62